# Скульптурна композиція «Григорій і Аксинья»
Скульптурна композиція «Григорій і Аксинья» (рос. Скульптурная композиция «Григорий и Аксинья») розташована в центрі станиці Вешенської Ростовської області Росії на березі річки Дон. Пам'ятник роботи скульптура Н. Ст. Можаєва створений за мотивами роману-епопеї Михайла Шолохова «Тихий Дон» і присвячений зустрічі двох його головних героїв — Григорія Мелєхова і Аксіньі Астахової.

## Опис
Скульптурна композиція ілюструє один з епізодів роману «Тихий Дон». Монумент невипадково на високому березі Дону. Боса Аксінья, одягнена у широку спідницю і шлычку йде в бік хутора з коромислом. В дорозі її супроводжує Григорій на коні. Скульптор зобразив момент, коли Григорій, провадячи дружню бесіду з сусідкою Аксіньєю, жартома перегородив їй дорогу. Висота монумента досягає 6,5 м.
Уривок з «Тихого Дону», який закарбований у бронзі:
|  | Ксенія примиряюще посміхнулася і зійшла зі стежки, намагаючись обійти коня. Григорій повернув його боком, загородив дорогу. — Пусти, Гришка! — Не пущу. — Не дурій, мені треба чоловіка сбирать. Григорій, посміхаючись, горячил коня: той, переступаючи, тиснув Аксінію до яру. — Пусти, диявол, он люди! Увидют, що подумають? Вона метнула по сторонах переляканим поглядом і пройшла, хмурячись і не озираючись. |

## Історія
Проект пам'ятника був створений в 1957 році скульптором Н. Ст. Можаевым. Разом з ним над монументом також працювали Е. М. Можаєва, В. Р. Десятничук, В. І. Волошин, Р. Холодний. Ескізи були показані Михайлу Шолохову, автору «Тихого Дону». Письменник вніс деякі корективи в композицію, порадивши замінити конічні відра (цебарки) на циліндричні, а арабського коня на коня-дончака. Проект був втілений в життя лише через 26 років. Монумент відкрився навпроти річкового вокзалу в районі бази відпочинку в Ростові-на-Дону в 1983 році. У 1995 році скульптури шолоховских персонажів загальною масою 12 т були перенесені на малу батьківщину Михайла Олександровича — в станиці Вешенської, де й розвивалися події роману.

## См. також
- Скульптурна композиція «Григорій і Аксинья в човні»